# Levern Tart
Levern Donihue Tart (Marion, 1º giugno 1942 – Island Park, 22 giugno 2010) è stato un cestista statunitense, professionista nella ABA.

## Carriera
Venne selezionato dai Boston Celtics al sesto giro del Draft NBA 1964 (52ª scelta assoluta).
Il 17 Aprile 1970 nella sua prima partita di playoff mise a segno 46 punti, un record assoluto nella storia di ABA e NBA ancora imbattuto oltre 53 anni dopo.

## Palmarès
- Campione NIT (1964)
- MVP NIT (1964)
- ABA All-Star Game: 2

1968, 1970
- Sedicesimo migliore marcatore di sempre per punti a partita ABA (19,4 punti a partita)
- Cinquantaduesimo miglior marcatore di sempre ABA